# Siula Grande
Siula Grande est une montagne dans la cordillère Huayhuash, dans les Andes péruviennes. Elle culmine à une altitude de 6 356 mètres.
Elle est surtout connue pour l'ascension et la douloureuse descente que Joe Simpson réalisa en compagnie de Simon Yates en 1985. Le roman autobiographique de Simpson, La Mort suspendue (1988) — porté sur grand écran sous le même titre par Kevin Macdonald en 2003 —, en fait le récit. Bien qu'ils aient gravi la montagne par sa face Ouest, devenant ainsi les premiers à réaliser l'ascension par cette voie, ils choisirent la face Nord (descendue la première fois en 1936 par une expédition allemande) pour redescendre alors que des conditions extrêmes rendaient cette descente presque impossible. Tous les autres alpinistes ayant fait cette ascension par la suite ont choisi de redescendre la face en rappel[réf. nécessaire].

## Ascensions notables
Voici une liste partielle des premières ascensions, selon chaque voie :
- 28 juillet 1936, arête Nord par les Allemands Arnold Awerzger et Erwin Schneider, dans le cadre de la deuxième expédition germano-autrichienne dans la région ;
- 1985, face Ouest par Joe Simpson et Simon Yates ;
- 16 juin 1999, face Ouest, Avoiding the Touch, par Carlos Buhler (en) et Mark Price (nouvelle voie qui suit celle de Simpson-Yates sur la moitié de la face, nommée ainsi par référence au titre original du livre de Simpson, Touching the Void)[1] ;
- 17 juillet 2001, Noches de "Juerga", face Ouest ;
- 3 juillet 2002, face Nord, voie Los Rapidos par les Slovènes Marjan Kovac et Pavle Kozjek[2] ;
- 27 août 2016, Le Bruit des glaçons, pilier est et arête sud-est, par les membres du GMHM Max Boniot et Didier Jourdain[3] ;
- 16 juillet 2022, Ànima de Corall, par les Espagnols Marc Toralles et Bru Busom[4].